# USS Long Island (CVE-1)
USS Long Island (CVE-1) (nguyên thủy có ký hiệu lườn AVG-1 và sau đó là ACV-1) là một tàu sân bay hộ tống, là chiếc dẫn đầu của lớp Long Island bao gồm hai chiếc, và là chiếc tàu sân bay hộ tống đầu tiên của Hải quân Hoa Kỳ. Nó cũng là chiếc tàu chiến thứ hai được đặt tên theo Long Island, New York.

## Thiết kế và chế tạo
Nó được đặt lườn vào ngày 7 tháng 7 năm 1939 như là chiếc tàu chở hàng kiểu C3M tên gọi MV Mormacmail theo một hợp đồng với Ủy ban Hàng hải Hoa Kỳ bởi hãng Sun Shipbuilding and Drydock Company tại Chester, Pennsylvania. Nó được hạ thủy vào ngày 11 tháng 1 năm 1940; được tài trợ bởi Cô Dian B. Holt. Mormacmail được Hải quân Mỹ trưng dụng vào ngày 6 tháng 3 năm 1941 và được đưa ra hoạt động vào ngày 2 tháng 6 năm 1941 như là tàu hộ tống máy bay Long Island (AVG-1), dưới quyền chỉ huy của Thuyền trưởng, Trung tá Hải quân Donald B. Duncan.

## Lịch sử hoạt động

### Chiến tranh Thế giới thứ hai
Trong những tháng căng thẳng trước cuộc tấn công Trân Châu Cảng, Long Island hoạt động ngoài khơi Norfolk, Virginia, tiến hành các thử nghiệm chứng tỏ khả năng hoạt động máy bay từ các tàu chở hàng được cải biến. Những dữ liệu mà thủy thủ đoàn thu thập được đã cải thiện đáng kể tình trạng sẵn sàng chiến đấu của các "tàu sân bay con" sau này. Khi Chiến tranh Thái Bình Dương nổ ra, nó hộ tống một đoàn tàu vận tải đi đến Newfoundland, và tiến hành chuẩn nhận hoạt động tàu sân bay cho phi công tại Norfolk trước khi lên đường hướng sang bờ Tây vào ngày 10 tháng 5 năm 1942. Đi đến San Francisco vào ngày 5 tháng 6, chiếc tàu sân bay lập tức tham gia lực lượng bốn thiết giáp hạm của Đô đốc William S. Pye và đã cung cấp sự bảo vệ trên không ngoài biển khơi để tăng cường cho lực lượng của Đô đốc Chester Nimitz sau chiến thắng chói lọi trong trận Midway. Nó rời đội hình vào ngày 17 tháng 6 quay trở về bờ Tây tiếp nối công việc huấn luyện phi công.
Long Island rời San Diego vào ngày 8 tháng 7 và đi đến Trân Châu Cảng vào ngày 17 tháng 7. Sau một chuyến đi huấn luyện phía Nam đảo Palmyra, nó nhận lên tàu hai phi đội máy bay của lực lượng Thủy quân Lục chiến và lên đường vào ngày 2 tháng 8 hướng đến Nam Thái Bình Dương. Năm ngày sau, trong khi đổ bộ lên Guadalcanal, Thủy quân Lục chiến vấp phải sự kháng cự quyết liệt và cần có thêm sự hỗ trợ trên không thay vì chỉ với một nhúm nhỏ các tàu sân bay sẵn có trong những tháng đầu cuộc chiến. Ghé qua Fiji vào ngày 13 tháng 8, Long Island đi đến một điểm cách 320 km (200 dặm) về phía Tây Nam Guadalcanal và tung các máy bay của nó ra. Những chiếc máy bay này, những chiếc đầu tiên đến được sân bay Henderson, là lực lượng nòng cốt trong việc giải phóng đảo Guadalcanal và ghi được nhiều chiến công đáng kể trong chiến dịch tại đây trong sáu tháng tiếp theo. Với nhiệm vụ đã hoàn tất, và được xếp lại lớp thành ACV-1 vào ngày 20 tháng 8, Long Island khởi hành hướng đến Efate, New Hebrides, và đến nơi vào ngày 23 tháng 8.

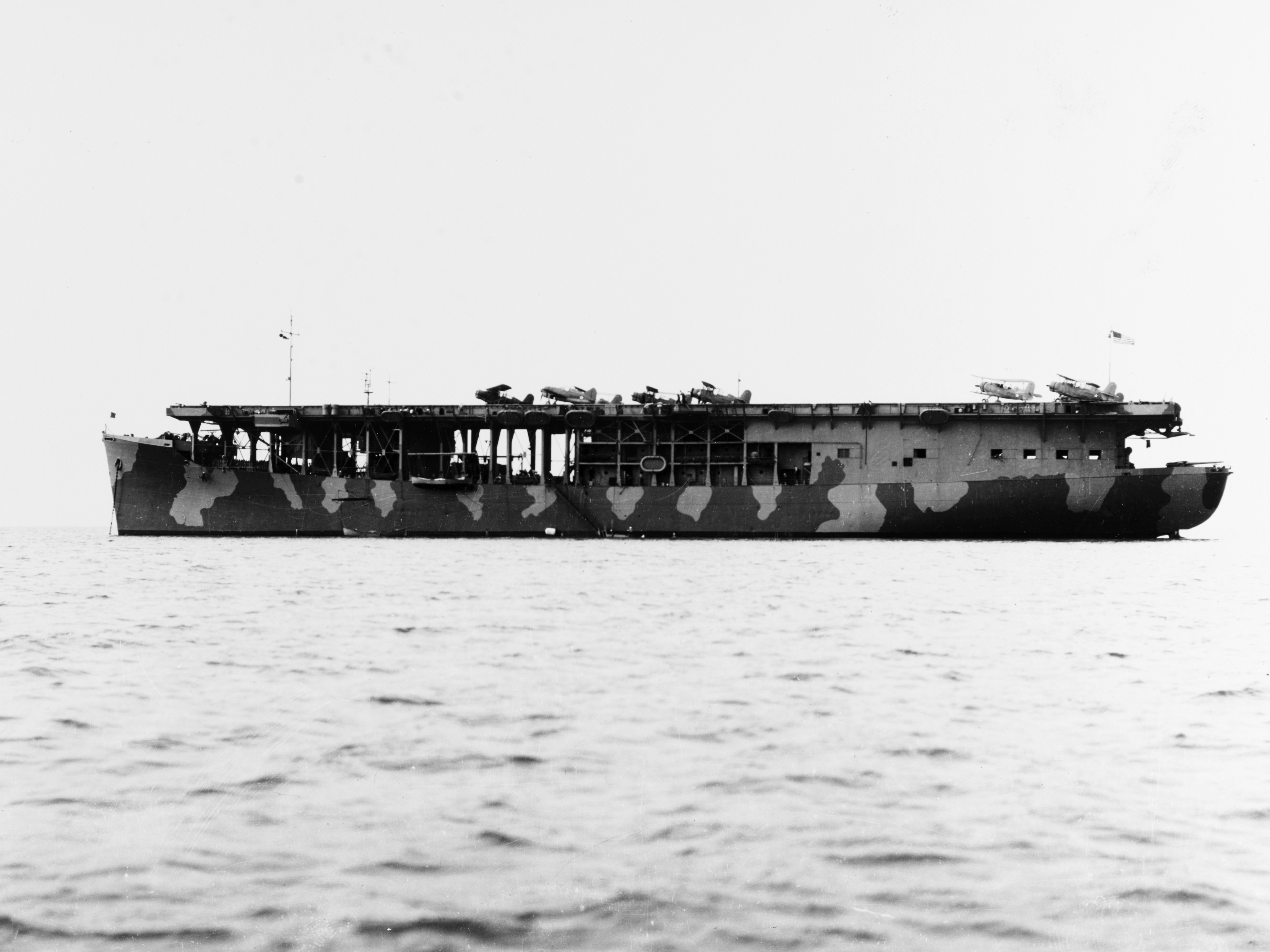
USS Long Island trong màu sơn ngụy trang, tháng 11 năm 1941. Bảy chiếc thủy phi cơ SOC Seagull và một máy bay tiêm kích Brewster Buffalo đang đậu trên sàn đáp.

Long Island quay trở lại Bờ Tây vào ngày 20 tháng 9, khi những chiếc "tàu sân bay con" mới thay phiên tại khu vực chiến sự Thái Bình Dương. Trong năm tiếp theo, chiếc tàu sân bay hộ tống tiến hành huấn luyện phi công tại San Diego, một công việc đóng góp thầm lặng nhưng quan trọng cho chiến thắng. Long Island được xếp lại lớp CVE-1 vào ngày 15 tháng 7 năm 1943. Trong những năm 1944-1945, nó tham gia vận chuyển máy bay và các đội bay từ Bờ Tây đến nhiều địa điểm khác nhau tại Thái Bình Dương. Sau ngày chiến thắng, nó quay trở lại nhiều căn cứ cũ này khi tham gia vận chuyển binh lính và thủy thủ hồi hương trong Chiến dịch Magic Carpet.

### Sau chiến tranh
Long Island được cho ngừng hoạt động vào ngày 26 tháng 3 năm 1946 tại Xưởng hải quân Puget Sound. Được rút khỏi danh sách Đăng bạ Hải quân vào ngày 12 tháng 4, nó được bán cho hãng Zidell Ship Dismantling Company tại Portland, Oregon vào ngày 24 tháng 4 năm 1947 với ý định tháo dỡ. Công việc này đã không được thực hiện, và cuộc đời của con tàu chiến cũ được kéo dài, khi nó được hãng tàu Canada-Europe Line sở hữu vào ngày 12 tháng 3 năm 1948 để cải biến thành một tàu buôn thương mại.
Sau khi hoàn tất công việc cải biến vào năm 1949, nó được đổi tên thành Nelly, và phục vụ như một tàu chở dân di cư giữa Châu Âu và Canada. Đến năm 1953, một lần nữa nó đổi tên thành "Seven Seas". Vào năm 1955, nó được hãng tàu Đức Europe-Canada Line cho thuê. Ngày 17 tháng 7 năm 1965, nó mắc phải một cơn hỏa hoạn nghiêm trọng, và được cho kéo đến St John, Newfoundland. Nó được cho sửa chữa và thực hiện chuyến đi cuối cùng vào ngày 13 tháng 9 năm 1966. Cuối năm đó, nó được Đại học Rotterdam mua lại và sử dụng như một ký túc xá nổi dành cho sinh viên cho đến năm 1977, khi nó được cho tháo dỡ tại Bỉ.

## Phần thưởng
Long Island được tặng thưởng một Ngôi sao Chiến đấu do thành tích phục vụ trong Thế Chiến II.